# Милан Шапкалиски
Милан Илиев Шапкалиски е български революционер, деец на Вътрешната македоно-одринска революционна организация.

## Биография
Милан Шапкалиски е роден в 1881 година в североизточното македонско българско градче Кратово, тогава в Османската империя. Още млад се присъединява към ВМОРО и действа като легален работник. Околийският войвода Стоил Антов го изпраща да организира Крива паланка, в която все още няма революционен комитет. Девет месеца Шапкалиски и Алекси Иванов Гърчев работят в Паланка и успяват да създадат революционен комитет. След предателство обаче са заловени и бити и откарани в Кратовския затвор.
При избухването на Балканската война в 1912 година заедно с Дончо Ангелов и Славчо Абазов се отправя към Одринско, където се присъединява към Македоно-одринското опълчение и служи в 2-ра рота на 15-а щипска дружина. Взима участие и в Първата световна война с 63-ти полк на 11-а пехотна македонска дивизия.
На 13 март 1943 година, като жител на Кратово, подава молба за народна пенсия, в която пише: „молим да ми се отпусне некаква подкрепа, възнаграждение за моите заслуги за България“. Молбата е одобрена и пенсията е отпусната от Министерския съвет на Царство България.